# 世界の鉄道グラフィティ
世界の鉄道グラフィティ（せかいのてつどうグラフィティ）は、NHKおよびBShiで2006年から2007年まで放送された鉄道番組である。ハイビジョン制作で、15分間の放送。全9話。

## 放送期間
2006年4月9日から放送開始。以後不定期に放送されてきたが、2007年の放送を最後に放送されていない。
スポーツ中継の後に放送されたりしたので、番組の時間が変更になったり、中止になることが多かった。その場合は必ず前の番組で「世界の鉄道グラフィティはお休みします」という字幕が出ていた。なお、一度だけ映像散歩で放映されている。

## 放送内容
世界の鉄道の中から一路線選んでその路線を走る列車や、車窓風景、乗客たちの人間模様を紹介している。

## 放送作品
1. シルクロード特急～中国南彊鉄道1500キロの旅～
2. 森とフィヨルドを駆ける～ノルウェーベルゲン線～
3. 最後の前進型蒸気機関車～内モンゴル集通線の旅～
4. 開通　大陸縦断鉄道～オーストラリア3000キロの旅～
5. イギリス保存鉄道の旅
6. 世界の屋根を走る～ダージリン・ヒマラヤ鉄道～
7. アンデスを超えてインカの都へ～ペルー南部鉄道850キロの旅～
8. 地中海のSL″ゴイト″～サルデニア山岳鉄道～
9. 極北の夏～アラスカ鉄道の旅～

## ナレーター
- 昼間敬仁（NHK松江放送局アナウンサー）
- 島津有理子（NHK東京アナウンス室アナウンサー）

## DVD
2007年3月21日、NHKエンタープライズより発売された。7話収録されている。